# باستان‌شناسی افغانستان
در طول قرن‌ها، قشرهای پیاپی از هویت‌ها، فرهنگ‌ها و باورها سرزمینی را که امروزه افغانستان نامیده می‌شود بازشناسانده‌اند. این تداوم روند تاریخی، تنوعی پرباری را به وجود آورده که میراث فرهنگی باستانی این کشور را ترسیم می‌کند: از پیکره‌های یونانی-بودایی گندهارا گرفته تا نگاره‌هایِ دیواریِ مغاره‌های بامیان و تا نقوش تذهیب و خوشنویسی که زینت‌بخش بناهای دوران نخستین اسلامی هستند.
همان‌طور که از میان‌رودان (بین‌النهرین؛ عراق امروزی) به‌سبب تمدن‌های کهن و باستانی‌اش به‌عنوان "گهوارهٔ تمدن"، و از مصر باستان به‌سبب اهرام باستانی‌اش به‌عنوان "عجایب دنیای باستان" خوانده می‌شود، از افغانستان نیز به‌سبب موقعیت مهم و حساس ژئواستراتژیکی و ژئوپولیتیکی‌اش و حضور موزائیکی غنی از فرهنگ‌ها و تمدن‌های بزرگ در تاریخ هزاران سالهٔ این سرزمین به‌عنوان "چهارراهِ فرهنگ‌های باستان" یاد می‌شود.
افغانستان، امروزه با داشتن بیش از ده هزار پایگاه باستان‌شناسی مهم، بعد از مصر دومین غنی‌ترین و ارزشمندترین گنجینه‌های باستان‌شناسی دنیا را در خود جای داده‌است. افغانستان یکی از معدود کشورهای منطقه است که فهرست پایگاه‌های باستان‌شناسیِ آن در کتابی دو جلدی زیر عنوانِ فهرست پایگاه‌های باستان‌شناسیِ افغانستان (عنوان فرانسوی: Catalogue des sites archeologiques d'Afghanistan/عنوان انگلیسی: Archaeological gazetteer of Afghanistan)، نوشته وارویک بال در سال ۱۹۸۲ میلادی در پاریس به چاپ رسید. در این مجموعه دو جلدی جزئیات ۱۲۷۱ پایگاه عمده باستان‌شناسی افغانستان آمده، که این رقم تنها %۱۰ از کُل مجموعه پایگاه‌های باستان‌شناسی در افغانستان را در بر می‌گیرد.
براساس آثار بدست‌آمده از این پایگاه‌ها، بروشنی دیده می‌شود که افغانستان پیوندگاه فرهنگ‌های مهم خاورمیانه، آسیای مرکزی، آسیای جنوبی و یونان باستان بوده و اقوام مختلف از عصر پارینه‌سنگی، طی دوره‌های مختلف تاریخی در این سرزمین زندگی کرده‌اند.

## تاریخچهٔ فعالیت‌های باستان‌شناسی در افغانستان
بیشینهٔ فعالیت‌های باستان‌شناسی در افغانستان به سال ۱۸۳۳ میلادی می‌رسد، زمانی که افسران کمپانی هند شرقی بریتانیا، ارتش هند و مأموران سرحدی افغان و سیاحانی چون چارلز میسون (Charles Masson) گنجینه‌های باستانی افغانستان را برنگری می‌کردند و مجموعه‌های کوچک و گرانبها را گردآوری می‌کردند.
موزیم (موزهٔ) ملی افغانستان در سال ۱۹۱۸ میلادی (۱۲۹۷ هجری خورشیدی) در منطقهٔ باغِ بالای کابل تأسیس شد. در اوایل تأسیس این موزیم که در آن دوران «عجایب خانه» نام داشت، فقط بعضی از آثار تاریخی مثل قرآن‌های خطی، صنایع دستی، آثار برجای‌مانده از جنگ‌های دوران استقلال و برخی کتاب‌های کمیاب در آن نگهداری می‌شد. این موزیم در ۱۵ نوامبر ۱۹۲۴ میلادی (۲۵ عقرب (آبان) ۱۳۰۳ هجری خورشیدی)، از باغ بالا به ارگ منتقل شد و به شکل رسمی توسط امان‌الله شاه افتتاح شد. از ویژگی‌های مهم موزیم ملی افغانستان این بود که تمام آثار به نمایش گذاشته شده در آن از داخل خود این کشور کشف شده بود.
در اولین قانون اساسی افغانستان که در زمان امان‌الله شاه به تصویب رسید، یک ماده مفصل به کاوش و حفظ آثار تاریخی و تشکیل محلی برای نگهداری آثار تاریخی این کشور اختصاص داده شد. به موجب این قانون، مقرر شد که شعبه «حفریات و موزیم» زیر نظر وزارت معارف (آموزش و پرورش) فعالیت کند. از مهم‌ترین کارهای این شعبه، کشف و حراست از آثار تاریخی و انتقال آن‌ها به موزیم ملی بود. از آنجایی که دولت افغانستان امکانات و نیروی انسانی لازم را برای کشف آثار باستانی در اختیار نداشت قراردادی به این منظور با دولت فرانسه امضا کرد. به موجب این قرارداد مقرر شد که یک هیئت فرانسوی به سرپرستی موسیو فوشه به افغانستان سفر کند و در کنار کاوش‌گران افغان به کشف و شناسایی آثار تاریخی بپردازد. این قرارداد به فرانسوی‌ها حق می‌داد که از دو اثر کشف شده مشابه یکی از آن‌ها را به فرانسه انتقال دهند.
در دورهٔ حکومت ظاهرشاه، افغانستان در ۴ می ۱۹۴۸ م. (۱۴ ثور (اردیبهشت) ۱۳۲۷) به عضویت سازمان علمی، آموزشی و فرهنگی ملل متحد - یونسکو - پذیرفته شد؛ و در سال ۱۹۵۷ موزیم با یونسکو قرارداد نموده، و به معیارهای جهانی تنظیم گردید و همچنان بعضی آثار تاریخی موزیم به شکل جهانی ثبت گردید.
با توجه به اینکه سرزمین افغانستان از نظر تاریخی مهم و دست نخورده باقی مانده بود، توجه کاوشگران کشورهای مختلف به سوی این کشور جلب شد. در این دوران، بعضی از آثار تاریخی موزیم ملی در فهرست آثار تاریخی یونسکو به ثبت رسید و کاوشگرانی از فرانسه، ایتالیا، آلمان و شوروی سابق، برای کشف آثار تاریخی افغانستان به این کشور سفر کردند. احمدعلی کهزاد مورخ و باستان‌شناس افغان یکی از کسانی بود که در کنار کاوشگران خارجی به جستجوی آثار تاریخی می‌پرداخت که کشف بسیاری از آثار تاریخی افغانستان با تلاش‌های او بوده‌است.
در سال ۱۹۷۴ موزیم رشد بیشتری نمود و توجه خاص به آن معطوف شد. بعد از ایجاد موزیم در مناطق مختلف کشور، حفاری فنی آغاز شد و آثار مختلف به موزیم کابل جمع‌آوری گردید و هم در بعضی از ولایات موزیم‌های منقول و غیرمنقول ایجاد شد مانند: موزیم منقول و موزیم غیرمنقول تپه‌سردار ولایت غزنی، موزیم قندهار، موزیم هرات، موزیم میمنه، موزیم بلخ، موزیم غیرمنقول بامیان، موزیم غیرمنقول هده ننگرهار و بعضی از موزیم‌های خّرد و کوچک دیگر.
در زمان حکومت داوودخان (۱۹۷۴–۱۹۷۹/۱۳۵۲–۱۳۵۷ ه‍. خ) و با کشف آثار تاریخی که هر روزه از دل خاک بیرون می‌آمد و به موزیم ملی در کابل منتقل می‌شد، این موزیم به یکی از گنجینه‌های مهم منطقه تبدیل شد.
در طول سه دهه جنگ‌های داخلی در افغانستان کاوش‌های باستان‌شناسی نیز متوقف گردید. با ورود نیروهای مجاهدین به شهر کابل در ۸ ثور (اردیبهشت) ۱۳۷۱ (۱۹۹۲) و با گسترش جنگ در داخل پایتخت، از ساختمان موزیم ملی نیز به عنوان سنگر نبرد استفاده شد. در این دوره، بیش از هفتاد درصد آثار ارزشمند این گنجینه نابود شد یا مورد غارت قرار گرفت. پس از سقوط حکومت مجاهدین و آمدن طالبان به کابل، بیشتر آثار باقی مانده این موزیم، به خصوص مجسمه‌هایی که تا آن زمان هنوز در موزیم باقی‌مانده بود، توسط طالبان که هر نوع مجسمه‌ای را کفرآمیز می‌دانستند از بین برده شد. حتی گفته می‌شود که وزیر اطلاعات و فرهنگ طالبان با دست خود بعضی از مجسمه‌های موزیم را از بین برده است.
در سال‌های اخیر با حمایت یونسکو و با تلاش وزارت اطلاعات و فرهنگ افغانستان، تعداد زیادی از آثار غارت شده این کشور، از کشورهای اروپایی بازگردانده شده‌است و هنوز هم بسیاری از این آثار در موزیم‌های کشورهای اروپایی نگهداری می‌شود.
اخیراً نیز، وزارت اطلاعات و فرهنگ افغانستان اعلام کرد که دور تازه‌ای از کاوش آثار تاریخی را در نقاط مختلف کشور آغاز کرده‌است.

## هنر باستان و اسلامی

### هنر باستان

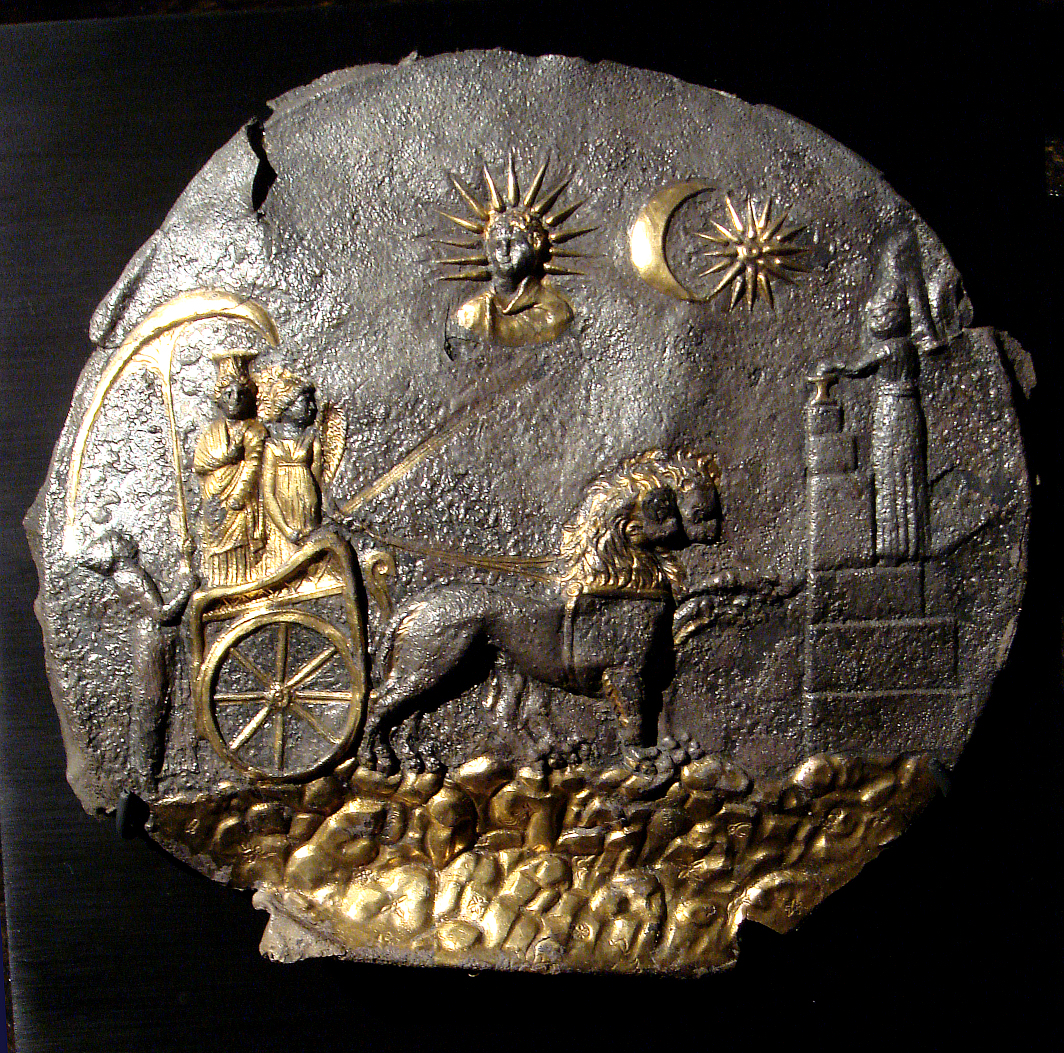
لوحه‌ای که در آن کوبله توسط دو شیر کشیده می‌شود، پایگاه باستان‌شناسی آی‌خانم، سده دوم پیش از میلاد، موزیم ملی افغانستان در کابل

تندیس‌های گِلی کوچک و ساده از دورۀ نوسنگی که احتمالاً ایزدان محافظ بودند در تمامی پایگاه‌های باستان‌شناسی از خاور میانه تا هند یافت می‌شوند؛ در افغانستان هم این پایگاه‌ها در مُندیگک، نادِ علی و تپهٔ ده‌مراسی (پشتو: ده‌مراسی غوندی) موجود هستند؛ سردیس سنگی کوچک که با همتاهای آن در میان‌رودان (بین‌النهرین) مشابه است، نشان می‌دهد که این سردیس مربوط به یک نجیب‌زاده بوده‌است. با الهام گرفتن از سنت بومی ایرانی خود و سنت یونانی، باختری‌ها و بعدها کوشانیان و جانشینان آنها، با چهره‌نگاری شهریانانشان بر روی سکه‌ها، گونه‌ای مهم از هنر و منبعی غنی از داده‌های تاریخی را به وجود آوردند. چهره‌نگاری‌های شاهان را می‌توان به صورت حکاکی‌شده بر مدخل معابد سنگی یا بر روی دیوارهای نیایشگاه‌ها یافت.
تاثیرپذیری از هنر غرب، در دورهٔ شاهنشاهی ماد یا در هر صورت، در طی فتوحات کوروش بزرگ و داریوش بزرگ در سده‌های ششم و پنجم پیش از میلاد شروع شد. آثار بجای‌مانده از این دوران در ناد علی، قندهار، بلخ، طلاتپه، آلتین‌تپه، و دهانه غلامان یا «زرین»، پایتخت سرزمین باستانی زرنگ (بگفتهٔ کتزیاس) قابل مشاهده است. تأثیر فرهنگ یونانی در این شهرها به دوران فتوحات اسکندر مقدونی در سدهٔ چهارم پیش از میلاد برمی‌گردد. جانشینان اسکندر در مشرق‌زمین، یعنی سلوکیان، اشکانیان (پارت‌ها)، یونانی‌باختری‌ها و ساسانیان در واقع ناقلین واقعی هنر یونانی ایرانی در عصرشان (سدهٔ سوم پ. م - سدهٔ ششم میلادی) بودند و تأثیر هنرشان در معماری (نقشه‌های شهرها و دژها، ستون‌ها، بناهای شهری و غیره)، تندیس‌گری (ستون‌های شبه‌کُرینتی، سرستون‌های فرتوردار، نقش و نگارهای گُل‌دار و طومارشکل)، و نگارگری قابل رویت است که در آن عناصر تزئینی در مغاره‌های سنگی تا حد زیادی مدیون به هنر ساسانی است. کوچی‌های (چادرنشینان) اِستِپ‌ها، زرگرهای سکایی تأثیریافته از هنر یونانی، و صنعتگران جنوب سیبری و اُردوس هم سنت‌ها و سبک‌هایشان را به افغانستان انتقال دادند. در سدهٔ اول میلادی، راهبان بودایی منطقهٔ گَنگ در هند، برای نیایشگاهایشان نمادها و نگاره‌هایی آفریدند که بسرعت در منطقه متداول شد. این هنر پیکرنگاری که از سرزمین‌های باستانی هند و گنداره الهام گرفته شده بود تا عصر پیدایش اسلام دوام پیدا کرد. (رجوع شود به هنر گنداره)
هنر باستانی افغانستان نخستین بار در گنجینه‌های موجود در مدخل استوپه‌هایی بودایی نمایان شد که به‌طور تصادفی توسط گردشگران یا باستان‌شناسان کشف شده‌بودند. گنجینه‌های بگرام، که پیشینهٔ آن‌ها به سده‌های اول و دوم میلادی برمی‌گردد، طی سال‌های ۳۹–۱۹۳۷ توسط ژوزف هَکَن (Joseph Hackin) و تیم وی در هیئت باستان‌شناسی فرانسه در افغانستان کاوش شد. این گنجینه شامل ظروف شیشه‌ای، ظروف و تندیس‌های بُرُنزی، قالب‌های گچی با بُن‌مایه‌های یونانی، و اشیائی بود که اغلب آن از مناطق مدیترانه آمده‌بودند. این گنجینه همچنین متشکل از قطعات چوبیِ سامان خانه بود که با عاج هندی حکاکی و تزئین شده‌بودند.
طلاتپه، گنجینهٔ دیگری است که از شش گور (پنج زن و یک مرد) بدست آمده‌بود و تا آن‌زمان به‌خوبی نهفته و دست‌نخورده باقی مانده‌بودند و اجساد در پارچه‌هایی ظریف پوشانده شده‌بودند که از مدال‌های زرین دوخته شده‌بودند، و جامه‌های آن‌ها از تارهای طلایین بافته شده و با مروارید نقش‌دوزی شده‌بودند. شمشیرها و خنجرهای آن‌ها در غلاف‌های طلایی و تزئین‌شده با نقش‌هایی از حیوانات، جای گرفته‌بودند، و کمربندهای آن‌ها با نقش‌های مدالی آذین داده شده‌بودند؛ گردنبندها و آویزه‌ها با ایزدان ایرانی و یونانی، همچون کوبله (Cybele) به شکل ایزدبانوی حیوانات نقش‌نگاری شده‌بودند. گمان می‌رود این آثار هنری توسط زرگران سیتی (Scythian) یا سکایی ساخته شده‌بودند که در خدمت شاهزادگان کوچی یا نیمه‌ساکنِ سرزمین باختر بودند و در سرزمین گنداره تندیس‌هایی تهیه می‌کردند که هنر بکار رفته در آن تلفیقی از هنر یونانی-پارتی و هنر مردمان باشندهٔ اِستِپ‌ها بوده و شامل زبورآلات و تندیس‌های از بوداسف می‌شده‌است.
باختر: سرزمین باستانی باختر، واقع در درهٔ آمودریا (به یونانی: Oxus)، زمانی یک واحد یکپارچهٔ سیاسی در منطقه‌ای را تشکیل می‌داد که امروزه تقسیم شده‌است. نوشته‌های تاریخی حکایت از آبادانی و شکوفایی این سرزمین دارند که جمعیت زیادی در آن می‌زیستند، جایی که امروز تبدیل به یک بیابان شده‌است. در پژوهش‌های اخیر، مناطق شهری و فرهنگی حیرت‌انگیزی در این سرزمین نمایان شده‌اند که حاوی نمونه‌هایی شگفت‌انگیز از تزئینات و معماری بودند.
شهر آی‌خانم، واقع در منتهی‌الیه شمال‌شرقی باختر در محل پیوندگاه رودهای آمو و کوکچه است، و ورود کوچی‌ها (عشایر) به این منطقه، شهر را بین سدهٔ چهارم پیش از میلاد و سال ۱۳۰ پیش از میلاد دارای سکنه کرده‌بود. ویرانه‌های این شهر در سال ۱۹۶۱ به‌طور تصادفی، توسط ظاهرشاه هنگام شکار کشف شد. آثار بدست آمده از آی‌خانم اختلاط عناصر معماری محلی و تزئینات معماری یونانی را در یک مرکز اداری بزرگ، یک سالن تئاتر، و یک ورزشگاه به خوبی نشان می‌دهد. همچنین سنگ‌نوشته‌ها و نسخه‌های یونانی بدست آمده که به خطی نوشته شده‌اند که از خط شکستهٔ یونانی تأثیر پذیرفته‌است.

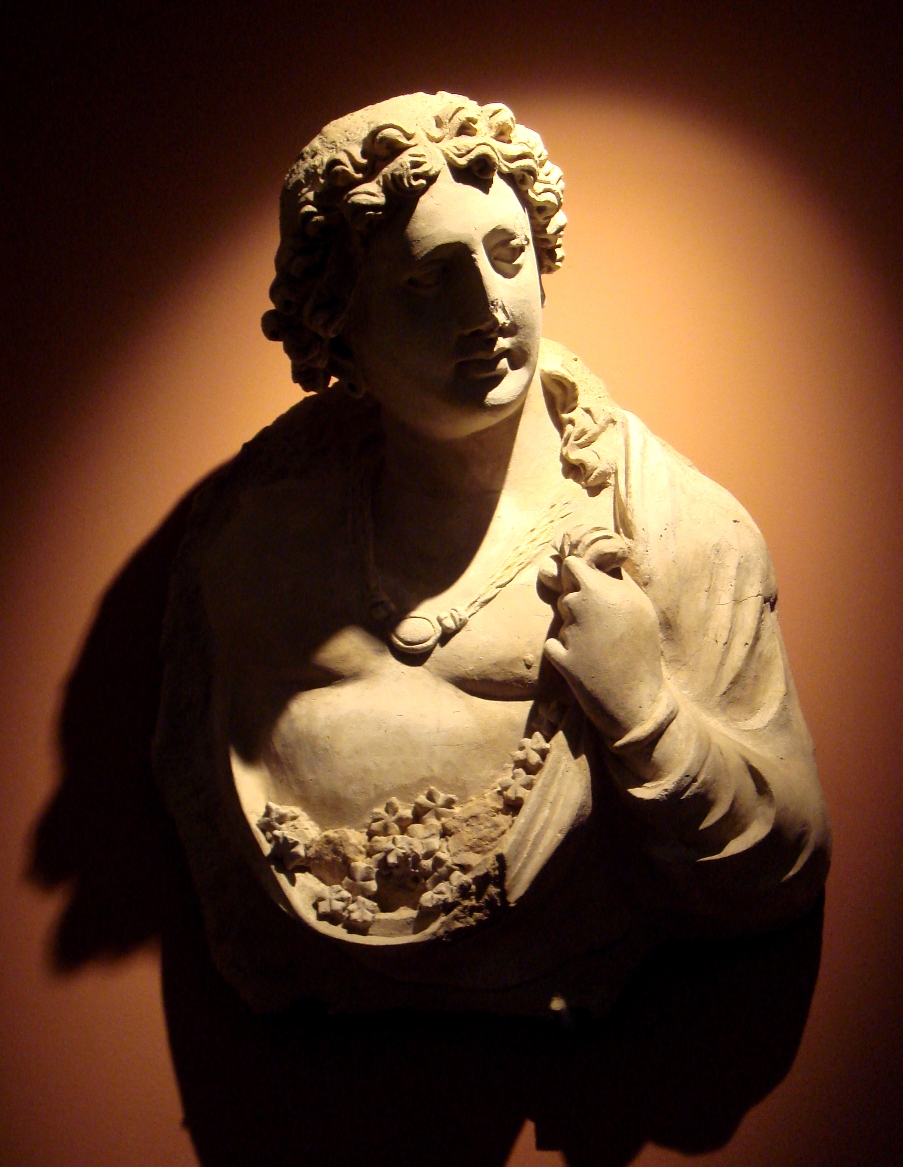
جنیوس حامل دستهٔ گُل، بدست‌آمده از نیایشگاه تپه‌کلان در پایگاه باستان‌شناسی هَده در افغانستان، سده‌های چهارم و پنجم پس از میلاد، موزیم گیمه در پاریس

هده: زمانی که راهبان بودایی هندی در آغاز دورهٔ اشاعهٔ مسیحیت، به شمال‌غرب هند رسیدند، در سرزمین گنداره و در منطقهٔ جلال‌آباد افغانستان جای گرفتند. نیایشگاه‌ها و معابد در پیرامون روستای کنونی هده و تپه‌های مُشرِف به رود کابل تکثیر یافتند. این معابد از سنگ شیست، سنگ آهک، یا گِل بنا شده‌بودند و با نقش‌ها و نگاره‌های گِلی و استاکو (stucco) تزئین شده‌بودند. تندیس‌های خود بودا، که بزرگتر از تندیس‌های همراهانش هستند، با مهارت زیادی ساخته شده‌اند و قالب نگهدارندهٔ آن‌ها با نقش‌های بُهت‌انگیزِ سبکِ رئالیزم نگاربندی شده‌اند. هنرمندانی که این آثار را خلق کرده‌اند به‌خوبی قادر بودند اجزای چهرهٔ اقوام مختلف و جزئیات پوشاک گوناگون و زیورآلات ساخته‌شده به سبک باروک را بازآوری کنند. چهره‌نگاری‌هایی (پُرتره) از قبیل یک شاهدُخت، یک سرباز، یک راهب با سرِ تراشیده، یک کوچی پوشیده در ردا، و یک انسان بدوی و وحشی. نیایشگاه‌هایی که در تپهٔ شُتُر حفر شده‌اند، همچون تصاویر زنده‌ای، شاهدخت‌ها، اهداکنندگان، و ایزدان هندو (هندویزم اولیه) را ترسیم می‌کنند که در هنگام اجرای مراسم مراقبه (Meditation) در پیرامون بودا جمع شده‌اند. برخی از این تندیسگری‌ها، همچون پیکرهٔ ناگه شاه، نمایانگر تأثیرپذیری از هنر هند هستند؛ برخی دیگر، همچون هِراکلِس-وَجرَپانی یا وجرپانی-اسکندر بدون شک تقلیدی از سکه‌ها و تندیس‌های بُرُنزی باستانی مشرق‌زمین هستند. امروزه پیشینهٔ هنر گنداره را به سده‌های دوم تا ششم میلادی تخمین می‌زنند.
کاپیسا: سرزمین بگرام، که گمان می‌رود زمانی پایتخت شاهنشاهی کوشان بوده، در ولایت (استان) پَروان (کاپیسای قدیم) در نزدیکی کابل واقع است، متشکل از نمونه‌هایی از هنر پیش از اسلام ات که پیشینهٔ آن به ورود کوشانیان در سدهٔ اول میلادی تا فرمانروایی هندوشاهیان (کابل‌شاهیان) در سده‌های دوم تا هشتم میلادی برمی‌گردد. در کوهپایه‌های جنوب کابل دو معبد شیوَکی و گُل‌دره مستقر هستند که استوپه‌های آن با قدمت سده‌های چهارم تا پنجم میلادی، با فریزهای (نواره‌های مزین به نقوش) نیم‌دایره‌ای و سرستون‌های سه‌تکه‌ای تزئین داده شده‌اند. در مسیر کوهستانی بین این دو پایگاه، منار چَکَری واقع است که معماری آن با معماری هندی دورهٔ مائوریاها شباهت دارد.
در حوزهٔ بگرام در شمال کابل معابد پایتاوه و شُتُرک واقع هستند که تندیس‌های آن از سنگ شیست ساخته شده و با رنگ‌های روشن و طلایی رنگ‌آمیزی شده‌اند و قدمت آن‌ها به سدهٔ سوم میلادی می‌رسد. سبک هنری این معابد دارای ویژگی‌های سبک محلی است و پیکرنگاری آن منحصر به هنر همان منطقه است. حوزهٔ خیرخانه، مُشرِف به کابل، با پیشینهٔ سده‌های هفتم و هشتم میلادی، معبدی است که مربوط به یک ایزد برهمنی ناشناخته است. سنگ مرمر سفید و سبک پساگوپتایی (پُست-گوپتا) با تندیس‌های کشمیر همخوانی دارد.
بامیان: دو تندیس بزرگ از بودا در بامیان به بلندای ۵۵ متر و ۳۸ متر، تا قبل از آنکه توسط گروه بنیادگرا و تروریست طالبان در سال ۲۰۰۱ تخریب شوند، بزرگ‌ترین تندیس‌های بودا و بلندترین مجسمه‌های سنگی در جهان به‌شمار می‌آمدند، و برای زمانی طولانی از جاذبه‌های اصلی گردشگری در افغانستان بودند. اطراف تندیس‌ها صدها مغاره وجود دارد که گفته می‌شود قبل از اسلام راهبان بودایی در آن‌ها مشغول عبادت و آموزش آموزه‌های بودایی بوده‌اند. شماری از این مغاره‌ها پر از نقاشی‌های مذهبی بوده و در بیشتر این نقاشی‌ها تصویر زنان و مردان نقاشی شده‌است. برخی از این نقاشی‌ها مربوط به لحظاتی از زندگی بودا می‌شود. گفتنی است بامیان در عهد باستان مرکز مهم بوداگرایی بوده، و با قرارگرفتن در قلب جاده ابریشم استراحت‌گاهی برای کاروان‌ها بوده و راهبان بودایی را از سرتاسر منطقه جذب می‌نموده است. معابد صخره‌ای متعددی در درهٔ بامیان، در قلب رشته‌کوه‌های هندوکُش، در مسیری صعب‌العبور واقع هستند، که سرزمین‌های باستانی کاپیسا و باختر را به یکدیگر متصل می‌کرده. در بامیان معابد بودایی وجود دارند که در آن پیکره‌های گِلی رنگ‌آمیزی‌شده موجود بوده و احتمالاً در سدهٔ سوم میلادی بنا شده و هنوز تا سده‌های هعتم و هشتم میلادی فعال بوده‌اند. گمان می‌رود این نمادها توسط کیداری‌ها (بازماندگان کوشانیان) یا حتی یفتالیان ترویج داده شده باشند، و به‌گفتهٔ زائران چینی همچون هوان‌تسنگ، این‌ها بودائیانی زاهد و پارسا بودند. بر روی تپه‌ای مشرف به جنوب، دو فرورفتگی کنده‌کاری‌شده تندیس‌های بودا را دربرمی‌گیرند. داخل این فرورفتگی‌ها را نقش‌های مذهبی با هاله‌های نوری رنگین فراگرفته‌بود. در زیر تاق قوسی حافظ تندیس ۳۸ متری بودا، ایزد بزرگ خورشید، یا احتمالاً همان میترا، جامه‌ای از خفتان و ردایی آویحته بر تن دارد، که در قسمت سقف آن دو ردیف از شاهان اهداکنندهٔ خیرات دیده می‌شود. در فرورفتگی‌های دیگر، پیکره‌های بوداسف (boddhisattv) با لُنگ‌هایی (dhōtī) بر تن و شال‌هایی آویخته بر سر دیده می‌شوند. ساختار سقف تاق‌ها مشابه همتاهای آن در آسیای میانه است، درحالیکه قوس‌ها تقلیدی از معماری ایرانی است. تزئینات پایگاه‌های مجاور در کَکراک و فولادی مشابه همتاهای خور در دوران واپسین بامیان هستند.
فُندُقِستان، معبدی کوچک در مسیر بامیان است که تندیس‌های زیبای آن از گِل نپختهٔ رنگ‌آمیزی‌شده، با قدمت سدهٔ هشتم میلادی با ویژگی تأثیرپذیری از سبک‌های همزیست‌گونهٔ متعدد ایرانی، هندی و آسیای میانه است. در این تندیس‌ها با سبکی ویژه از رئالیزم و خمشی فن‌ورانه، دوشیزهٔ هندی دلربا دستش را بر دست یک شاهزادهٔ محلی گذاشته که جامه‌ای تُرک‌مانند بر تن دارد.
معبد دیگر بودایی در غزنی در تپه‌سردار واقع است که قدمت آن به سده‌های وم تا هشتم میلادی برمی‌گردد.

### هنر و معماری اسلامی

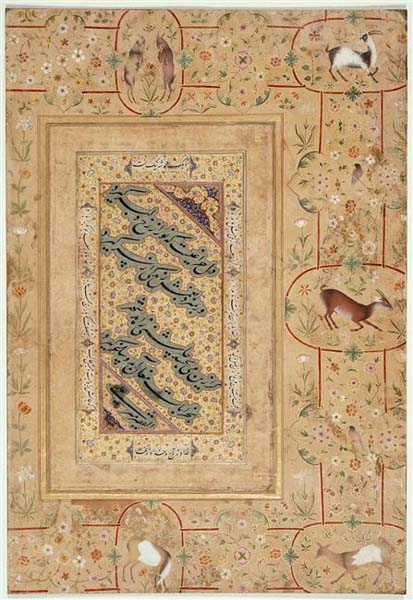
برگی از هنر خوشنویسی نستعلیق توسط میرعلی هروی، نمونه‌ای از هنر شکوفای دورهٔ تیموریان، موزیم لوور

هنر اسلامی یکی از دوران‌های شکوهمند تاریخ هنر و یکی از ارزشمندترین دستاوردهای بشری در عرصه هنری به‌شمار می‌آید و شامل انواع متنوعی از هنر همچون معماری، خوشنویسی، نقاشی، سرامیک و مانند آن‌ها می‌شود. خوشنویسی بارزترین هنر اسلامی است در سرزمین‌های اسلامی خط زیبا را نه فقط در نگارش قرآن، بلکه در اغلب هنرها به‌کار می‌بردند. در خوشنویسی میر علی تبریزی هروی (درگذشت ۸۵۰ ه‍. ق) را واضع خط نستعلیق معرفی کرده‌اند و میر علی هروی ملقب به کاتب‌سلطانی از سرآمدان نستعلیق‌نویسی و از خوشنویسان بزرگ قرن دهم هجری است که خط او از نظر رعایت اصول، استحکام و همواری، صفا و شأن، تا زمان خود بی‌همتا بوده‌است. هنر نگارگری یا نقاشی هرگز آنگونه که در هنر مسیحیان یا بودائیان مورد احترام بوده در سرزمین‌های اسلامی مورد توجه قرار نگرفته‌است. نقاشی اسلامی به‌تدریج در سرزمین‌های اسلامی اهمیت یافت. با سقوط خلافت عباسی طی دوره ایلخانی هنرهای کتاب‌سازی و نقاشی رشد شگرفی کرد. تأثیر هنر چینی و نقاشی‌های آسیای شرقی و مرکزی در این دوران مشهود است. سنت نقاشی ایلخانی در دورهٔ تیموریان پی گرفته شد و در دورهٔ صفوی به اوج رسید. کمال‌الدین بهزاد، بزرگ‌ترین و مشهورترین نقاش (مینیاتور) اهل هرات عصر تیموری در قرن دهم هجری بود.
شاید یکی از مهم‌ترین نمودهای هنر اسلامی معماری باشد. به‌ویژه مساجد چهار ایوانه و ستون‌دار که معرف هنر معماری اسلامی است. این عمارت‌های باشکوه، می‌تواند نأثیر فرهنگ‌های متفاوت در درون تمدن اسلامی را نشان دهد.
حکومت غزنویان از نظر هنردوستی و توجه به شاعران فارسی‌سرا از اهمیت بالایی برخوردار است. در زمان سلطان محمود و پسرش سلطان مسعود غزنی به مرکز سیاسی و فرهنگی آسیای میانه و هند تبدیل می‌شود. آثار آن را می‌توان در تعداد زیادی از ویرانه‌های بناهای یزرگ و عظیمی نشان داد که هنوز در اظراف و محلات غزنی پراکنده‌اند. مؤلفین اولیه اسلامی عصر غزنویان، از تعداد زیاد باغ‌ها، مساجد، منارها، مدرسه‌ها و قصرهای غزنی یاد می‌کنند.

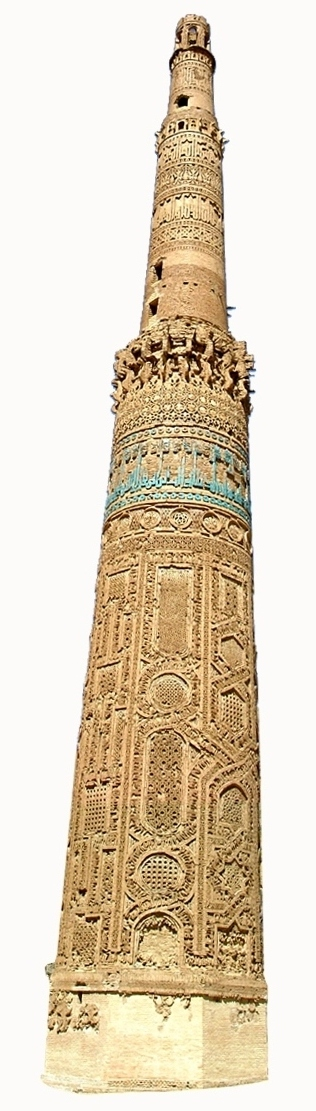
منار جام (ارتفاع: ۶۵ متر؛ عرض: ۹ متر) در ولایت غور، اثری بجای‌مانده از عصر غوریان در سدهٔ دوازدهم میلادی

از آثار بجای‌مانده از عصر غوریان در افغانستان، منار جام در ولایت غور است که در سدهٔ دوازدهم میلادی، در عصر سلسلهٔ غوریان بنا شده و گمان می‌رود این منار یا بُرج پیروزی نمایانگر شهر فیروزکوه، پایتخت سلسلهٔ غوریان باشد. منار جام ۶۵ متر ارتفاع داشته و متشکل از یک قاعده هشت ضلعی است که ۹ مترعریض بوده و ۴ استوانه مخروطی مانند در بالای آنست. در اینجا یک راهزینه دوگانه درداخل قاعده و استوانه اولی است. تمام برج که از خشت پخته ساخته شده، در بیرون بواسطه خشتکاری تزئینی پوشانیده شده، بشمول شبکه‌کاری‌های که تشکیل‌کننده کتیبه‌ها و سوره ۱۹ قرآن (مریم) است. درهمسایگی جام یک‌تعداد زیاد استحکامات و برج‌ها کشف شده‌است. این‌ها شاید بخشی از کارهای دفاعی محافظت‌کننده قلب سرزمین امپراتوری غوری باشد. در سال ۲۰۰۲، مرکز حفظ میراث جهانی یونسکو خواستار ثبت این منار در فهرست میراث فرهنگی جهان شد. یکی از آثاربزرگ غوری‌ها، مسجد جامع بزرگ هرات است. این مسجد شامل قبر غیاث‌الدین محمد غوری نیز است که در ۳–۱۲۰۲ در هرات می‌میرد. یادگار مهم دیگر مدرسه شاهی مشهد در شمال‌شرق هرات بامتداد ساحل چپ رود مرغاب است. بقایای غوری‌ها یا حداقل تعمیرات مربوط به زمان غوری‌ها در بامیان (شهر ضحاک و شهر غُلغُله) و در چشت غرب هرات نیز تشخیص شده‌است. یک منار مشهور از این‌زمان، منار دولت‌آباد در شمال بلخ است که در اوایل سدهٔ ۱۲ ساخته شده‌است. بالاخره کمان (تاق) مشهور بُست نیز می‌تواند مربوط به دوران غوری‌ها باشد. این ساختمان در پای ارگ بُست برافراشته شده و شاید مدخلی برای یک مسجد بزرگ یا خود ارگ باشد. تزئینات این کمان با منار دولت‌آباد قابل مقایسه است.
حکومت غزنویان از نظر هنردوستی و توجه به شاعران فارسی‌سرا از اهمیت بالایی برخوردار است. در زمان سلطان محمود و پسرش سلطان مسعود غزنی به مرکز سیاسی و فرهنگی آسیای میانه و هند تبدیل می‌شود. آثار آن را می‌توان در تعداد زیادی از ویرانه‌های بناهای یزرگ و عظیمی نشان داد که هنوز در اظراف و محلات غزنی پراکنده‌اند. مؤلفین اولیه اسلامی عصر غزنویان، از تعداد زیاد باغ‌ها، مساجد، منارها، مدرسه‌ها و قصرهای غزنی یاد می‌کنند.
دورهٔ تیموریان ۷۷۱ – ۹۱۱ ه‍. ق/۱۳۷۰–۱۵۰۶ م) به رغم نابسامانی و منازعات داخلی و خارجی، دوره رونق فرهنگ، هنر، ادبیات، تاریخ، ریاضی و نجوم بود. دربار هرات به‌سبب هنرپروری و هنرمندی فرمانروایان تیموری، محل تجمع و آمد و شد هنرمندان و ادیبان برجسته بود. تیمور با اینکه بسیار خونریز بود ولی به دانش و هنر علاقه نشان می‌داد. از این‌رو هنرمندان و صنعتگران از کشتارهایش در امان بودند. فرزند او شاهرخ و نوه‌هایش الغ‌بیگ، بایسنقر میرزا و ابراهیم میرزا نیز این سیاست را پی‌گرفتند. هنر نقاشی و خوشنویسی در دوره تیموری به شکوفایی قابل توجهی دست یافت.
فرمانروایی شاهرخ را سرآغاز یک عصر جدید و تجدید حیات در بعضی از انواع هنر معرفی کرده‌اند. در کتاب‌های پدیدآمده در این دوره شامل نفیس‌ترین مینیاتورها و استادانه‌ترین خوشنویسی‌ها هستند که به زیبایی تمام صحافی و جلدآرایی گشته‌اند. پاره‌ای از زیباترین نقاشی‌ها، ریشه در مکتب هرات دارند که به‌طور کامل با حمایت شاهزاده‌های تیموری در شهر هرات شکل گرفت و استاد بزرگ نقاشی یعنی کمال الدین بهزاد برخاسته از چنین مکتبی است. خطوط زیبای فارسی نظیر خط نستعلیق در دوره جانشینان تیمور شکل گرفت و آخرین مراحل تکاملی اش را در این دوره طی نمود. همچنین پاره‌ای از زیباترین آثار معماری ایرانی در این دوره به وجود آمد که از آن جمله می‌توان به مسجد گوهرشاد در مشهد و مسجد جامع گوهرشاد در هرات اشاره کرد. سلطان حسین بایقرا از فرمانروایان متاخر تیموری نیز حامی هنرها، علوم و ادبیات بود. ابوسعید پادشاه توانا، با کفایت، هنردوست این خاندان نیز خود هنرمندی قابل بود. میراث فرهنگی و هنری تیموریان در دوران صفوی در ایران و گورکانیان در هند پی گرفته شد.

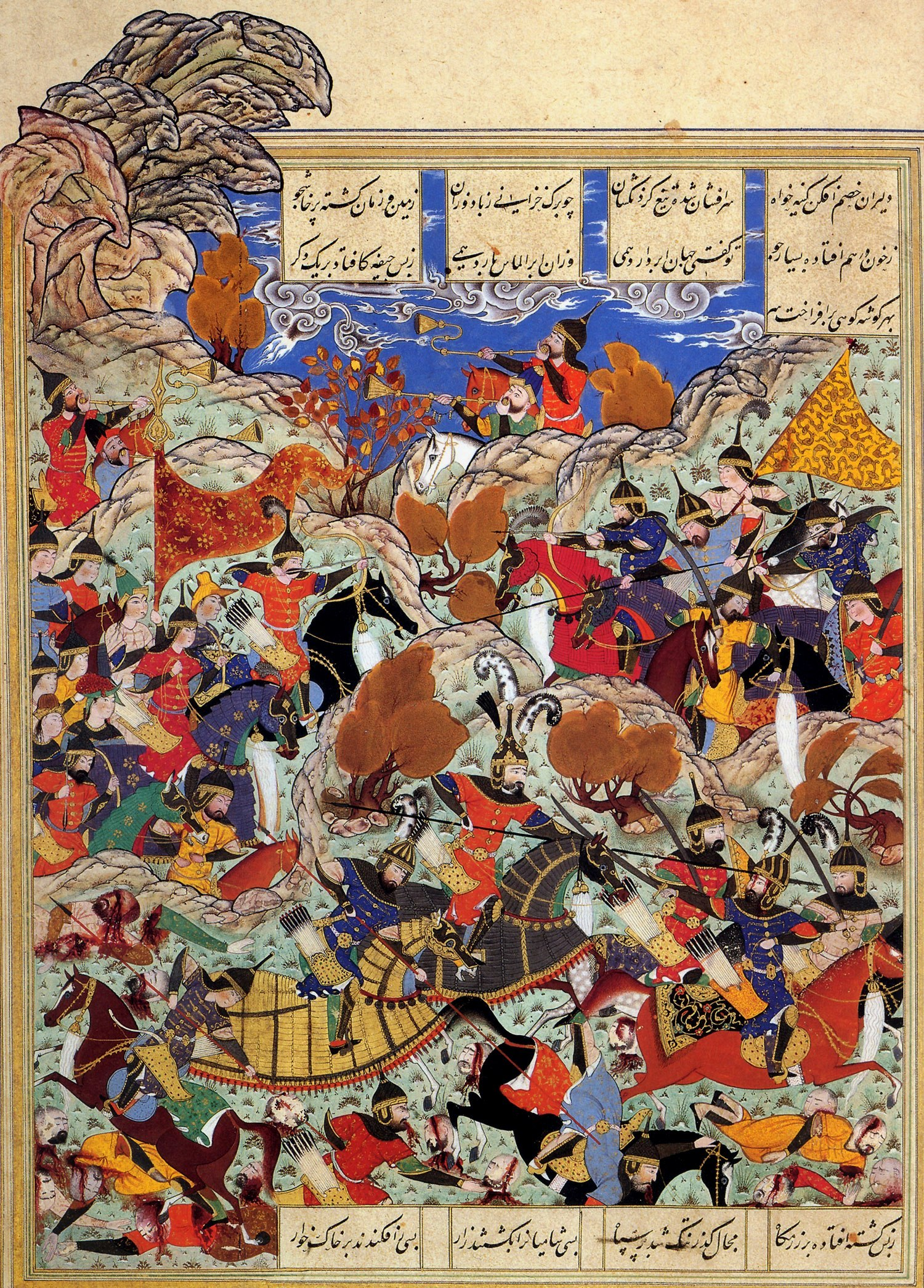
برگی از هنر نگارگری (مینیاتور) توسط کمال‌الدین بهزاد، نگارگر عصر تیموریان و اهل هرات، که صحنه‌ای از نبرد بین تیمور و سلطان مصر را نشان می‌دهد، کاخ گلستان در تهران

بلخ: شهری باستانی که با دیوارهای بلند دفاعی محاط بوده و توسط دژ بالاحصار واقع در شمال آن مستحکم می‌شده‌است. آثار تاریخی که در احاطهٔ این دیوارها قرار دارند عبارتند: از تپه زرگران، تپه‌ای مصنوعی که قدمت آن به سدهٔ دوم پیش از میلاد برمی‌گردد مقبرهٔ کاشی‌کاری‌شدهٔ خواجه ابونصر پارسا از جمله بناهای تاریخی بجای‌مانده از عصر تیموریان، متعلق به سال ۱۴۶۰/۶۱ میلادی است، و مدرسه سید سبحان‌قلی‌خان، متعلق به سدهٔ هفدهم، که از آن تنها یک ایوان (درگاه قوسی) با مقداری تزئینات باقی مانده‌است. آثار تاریخی دیگر در جنوب بلخ عبارتن از: تخت رستم، و مسجد نه‌گنبد (حاجی پیاده) که در نیمهٔ سدهٔ نهم میلادی به سبک سامانی بنا شده و یکی از نخستین بناهای اسلامی در افغانستان است.
غزنی: از شهرهای تاریخی افغانستان است و زمانی پایتخت غزنویان و غوریان (سده‌های یازدهم تا سیزدهم میلادی) و بعدها تیموریان (سده‌های پانزدهم تا شانزدهم میلادی) بود. در زمان سلطان محمود و پسرش سلطان مسعود غزنی به مرکز سیاسی و فرهنگی آسیای میانه و هند تبدیل می‌شود. آثار آن را می‌توان در تعداد زیادی از ویرانه‌های بناهای یزرگ و عظیمی نشان داد که هنوز در اظراف و محلات غزنی پراکنده‌اند. مؤلفین اولیه اسلامی عصر غزنویان، از تعداد زیاد باغ‌ها، مساجد، منارها، مدرسه‌ها و قصرهای غزنی یاد می‌کنند. چیزهای زیادی از غارت در امان نمانده، اما حوزهٔ وسیعی از ویرانه‌های بناهای تاریخی، بین شهر کهنهٔ غزنی، که با حصاری احاطه شده، و روستای روضه واقع بر روی یک تپه، هنوز وجود دارد. دو منار بلند بجای‌مانده از دورهٔ غزنویان از ارزشمندترین این بناهاست که هنوز در وضع خوبی پابرجاست. هر دو منار از خشت پخته و در بالای پلان یک ستاره هشت ضلعی ساخته شده‌است. یکی از این‌ها توسط سلطان مسعود (مسعود سوم) ساخته شده و دیگری در جوار او توسط بهرامشاه اعمار گردیده‌است. آثار معماری اولیه اسلامی، که مشابه آن در شمال افغانستان و ترکستان نیز یافت می‌شود، در غزنی خودنمایی می‌کنند. قصر مسعود سوم مجموعه‌ای وسیع از چهار ایوان، یک مسجد و چند شبستان است. تزئینات باشکوه، از خشت پخته و گچ، با رنگ‌های روشن رنگ‌آمیزی شده‌اند. نقش‌های هندسی و متن‌های فارسی حک‌شده از ابتکارات غزنویان بوده که اوج شکوه و شوکت آنان را نشان می‌دهد. برخی از قطعات آن به موزیم کابل انتقال داده شدند. بسیاری از آرامگاه‌های شخصیت‌های مهم غزنوی در اطراف شهر پراکنده‌اند، که از آن جمله می‌توان به مقبرهٔ سَبُکتِگین، مقبرهٔ شاهِ شهید و آرامگاه سلطان محمود غزنوی (که ارزشمندترین آنهاست) و باغ آن که امروزه روضه نامیده می‌شود، اشاره کرد. تعداد زیادی ابزار بُرُنزی و سُفالی نیز در اطراف و محلات غزنی کشف شده‌اند.
لشکری بازار: پایگاه باستان‌شناسی لشکری بازار که امروزه در منطقه‌ای بیابانی در امتداد سواحل رود هلمند، در بین بُست و لشکرگاه (مرکز ولایت هلمند) واقع است، در عصر غزنویان و غوریان و حتی بعد از آن مجموعه‌ای از قصرها، مسجد، و بناهایی همچون بازار و کارگاه‌های صنعتگران و هنرمندان را در خود جای داده بود که هنوز بقایای آن بشمول قصرهای متعدد مانند غزنی توسط حیاط‌ها با ایوان‌ها و مجسمه‌های گچی و نقاشی دیواری تزئین‌کننده دیوارها امروز دیده می‌شود. بازهم مانند غزنی، مواد تعمیراتی عمدتاً خشت بوده و خشت‌ها به عنوان یک اثر تزئیناتی بسیار مرغوب بکار رفته‌است. بزرگترین و جنوبی‌ترین سه قصر تشکیل‌کننده یک مستطیل حدود ۱۰۰ در ۲۵۰ متر است. اتاق‌های قصر بدور یک حیاط مستطیلی قرار دارد که در هر چهارجانب بواسطه یک ایوان جابجا شده در وسط هرجانب قراردارد. نقاشی‌های گچی و رنگی بالای دیوارها و پایه‌ها نشاندهنده محافظین کاملاً مسلح دربالای یک زمینه گل‌ها، حیوانات و مایه‌های دیگراست. دیوارهای با برج‌های نیم‌دایروی تقریباً تمام مجموعه را احاطه نموده‌است.
هرات: شهری بزرگ است، که بخش قدیمی آن (شهر کهنه) توسط بقایای دیوارهای عظیم گِلی احاطه شده‌است. بناهای پابرجا که در احاطهٔ این دیوارها قرار دارند عبارتند از: قلعهٔ اختیارالدین، دژی از خشت پخته، متعلق به سدهٔ پانزدهم میلادی، که بر روی یک بلندی قرار دارد، و مسجد جامع، که اگرچه قسمت اعظم آن نوسازی شده، نمونه‌هایی برجسته از تزئینات اسلامی، از خشت‌کاری‌های غوری متعلق به سدهٔ دوازدهم میلادی تا کاشی‌کاری‌های تیموری متعلق به سدهٔ پانزدهم و شانزدهم میلادی است.

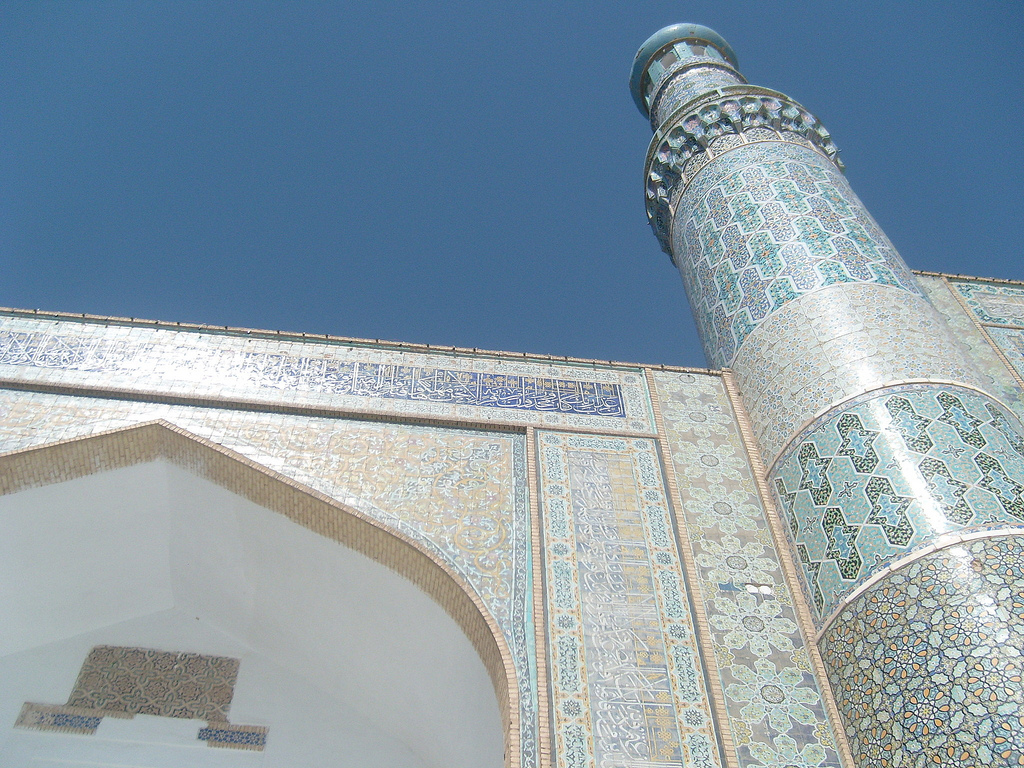
مسجد جامع هرات، اثری بجای‌مانده از دوران غوریان و تیموریان

با این وجود، بناهای مهم شهر خارج از این دیوارها واقع هستند. درست در بخش شمالی این دیوارها کُهندِژ قرار دارد، که احتمالاً بقایای سدهٔ سیزدهم این شهر است. در بالای آن، بُقعهٔ شاهزاده ابوالقاسم واقع بوده، که یک زیارتگاه بجای‌مانده از عصر تیموریان متعلق سدهٔ پانزدهم است. کمی آنطرفتر بسوی شمال، مسجد گوهرشاد و شش منارهٔ بسیار ظریف کاشی‌کاری‌شده از خشت فاینز (faience) و متعلق به سده‌های چهاردهم و پانزدهم میلادی دیده می‌شود. همگی این‌ها بقایای مجموعه‌ای از سه بنای بجای‌مانده هستند: مصلای گوهرشاد، مدرسهٔ سلطان حسین بایقرا، و بقعهٔ میرِ شهید یا عبدالله الولید، بنایی گنبدی متعلق به سال ۱۴۸۵/۶، واقع در ۲۰۰ متری جنوب‌غرب دیوارهای شهر.
در اوایل سدهٔ نوزدهم، منشوری با خط میخی از دورهٔ هخامنشیان و نشان‌ها و گوهرهایی از دورهٔ ساسانیان به‌طور تصادفی در هرات پیدا شده‌است.
کابل: شهری است بزرگ که بخاطر نوسازی‌های اخیر بر روی بناهای تاریخی، ویژگی و گستردگی آن نامشخص است. کابل در میان سه کوه شیردروازه، آسمائی و مَرَنجان واقع است. تنها بقایای موجود بالاحصار کابل و دیوارهای شهر بر روی تپهٔ شیردروازه است که مجموعه‌ای است از دژهای سنگی و گِلی و احتمالاً متعلق به عصر یفتالیان که بر روی آن نوسازی‌های گسترده صورت گرفته‌است. دیوارهای شهر در اصل تا پهنای کوه آسمائی و دشت اطراف دِه‌افغانان نیز امتداد می‌یافتند، و شش دروازه داشتند. در کابل شمار زیادی آثار تاریخی چشمگیر به‌طور تصادفی بدست آمده‌اند، از آنجمله آثار بودایی است که در سال ۱۹۰۵ در زیارت خواجه صفا در شیردروازه کشف شده‌اند، و قریب به ۱۰۰۰ سکهٔ یونانی و هخامنشی که در سال ۱۹۳۳ توسط کارگران ساختمانی در چمن حضوری بدست آمده‌اند.
مزار شریف: زیارتگاه علی بن ابی‌طالب (مسجد کبود یا روضهٔ شریف) از ارزشمندترین نمونه‌های معماری اسلامی شهر مزار شریف است که در دورهٔ سلطان حسین بایقرا بنا شده و در سال‌های اخیر نوسازی‌ها و تزئیناتی در ایوان ورودی و دیگر بخش‌ها صورت گرفته‌است. در قسمت جنوب‌غربی روضه گنبد و ایوان (بارگاه) بزرگی دیده می‌شود که احتمالاً متعلق به عصر تیموریان است. در داخل رواق کوچکی، در سمت چپ درب ورودی، سنگ قبری تزئین‌شده از مرمر وجود دارد که احتمالاً از عصر غزنویان است.

## فهرست پایگاه‌های باستان‌شناسی در افغانستان
|  |

| نام پایگاه              | موقعیت پایگاه                                                                | سال کاوش                   | نام کاوشگر                    | بیشینهٔ تاریخی                              | جزئیات |
| ----------------------- | ---------------------------------------------------------------------------- | -------------------------- | ----------------------------- | ------------------------------------------ | --- |
| تپه فُلول                | شمال افغانستان، در روستای فلول                                               | ۱۹۶۶                       | گروهی از دهقانان افغان        | ۲۲۰۰ تا ۱۹۰۰ پیش از میلاد (عصر بُرُنز)       | در سال ۱۹۶۶ گروهی از دهقانان افغان در روستای فلول در شمال این کشور گور نهفته‌ای را یافتند که گنجینهٔ آن نخستین اسناد تمدن آمودریا یا مجموعهٔ باستان‌شناسیِ بلخ-مرو (BMAC) را داراست. این گنجینه شامل چند جام زرین است که طلای آن گمان می‌رود از بستر آمودریا بدست آمده باشد. |
| آی‌خانم                  | شمال افغانستان، ولایت کندوز و ولایت تخار، در محل پیوندگاه رودهای آمو و کوکچه | ۱۹۶۴ تا ۱۹۷۸               | گروهی از باستان‌شناسان فرانسوی | سدهٔ سوم پیش از میلاد - سدهٔ دوم پس از میلاد | در سال ۱۹۶۱ به‌طور تصادفی، توسط ظاهرشاه هنگام شکار کشف شد. ویرانه‌های شهری یونانی در سرزمین باستانی باختر (بلخ)، آثار بدست آمده اختلاط عناصر معماری محلی و تزئینات معماری یونانی را در یک مرکز اداری بزرگ، یک سالن تئاتر، و یک ورزشگاه به خوبی نشان می‌دهد. همچنین سنگ‌نوشته‌ها و نسخه‌های یونانی بدست آمده که به خطی نوشته شده‌اند که از خط شکستهٔ یونانی تأثیر پذیرفته‌است. |
| طلاتپه                  | شمال افغانستان، ولایت جوزجان، در نزدیکی شبرغان                               | ۱۹۷۹                       | ویکتور ساریانیدی              | سدهٔ اول پیش از میلاد - سدهٔ اول پس از میلاد | گنجینه‌ای مشتمل بر بیش از بیست هزار آرایه‌های طلا، پارچه‌های زیور و سکه‌های بجای‌مانده از دوره‌های کوشانیان و اشکانیان، از شش گور (پنج زن و یک مرد) که ثروت سرشاری از جواهرات گرانبها را در خود جای داده بودند. |
| بگرام                   | مرکز افغانستان، ولایت پروان، بگرام                                           | در ده‌های ۳۰ و ۴۰ قرن بیستم | گروهی از باستان‌شناسان فرانسوی | سدهٔ اول تا سوم پس از میلاد                 | گنجینهٔ بگرام در جند اتاق از ویرانه‌های ساختمانی باستانی مربوط به عصر کوشانیان کشف گردید که شامل ظروف شیشه‌ای، اشیاء بُرُنزی، آثاری ساخته‌شده از سنگ سماق از مصرِ رومیان، ظروف لاکی چینی و اسباب خانه که با عاج هندی تزئین شده‌اند. |
| تندیس‌های بودا در بامیان | مرکز افغانستان، در دره‌ای در ولایت بامیان                                     | همیشه شناخته‌شده بوده       | -                             | سدهٔ دوم پس از میلاد                        | دو تندیس بزرگ به بلندای ۵۵ متر و ۳۸ متر، تا قبل از آنکه توسط گروه بنیادگرا و تروریست طالبان در سال ۲۰۰۱ تخریب شوند، بزرگ‌ترین تندیس‌های بودا و بلندترین مجسمه‌های سنگی در جهان به‌شمار می‌آمدند، و برای زمانی طولانی از جاذبه‌های اصلی گردشگری در افغانستان بودند. اطراف تندیس‌ها صدها مغاره وجود دارد که گفته می‌شود قبل از اسلام راهبان بودایی در آن‌ها مشغول عبادت و آموزش آموزه‌های بودایی بوده‌اند. شماری از این مغاره‌ها پر از نقاشی‌های مذهبی بوده و در بیشتر این نقاشی‌ها تصویر زنان و مردان نقاشی شده‌است. برخی از این نقاشی‌ها مربوط به لحظاتی از زندگی بودا می‌شود. گفتنی است بامیان در عهد باستان مرکز مهم بودایی‌گری بوده، و با قرارگرفتن در قلب جاده ابریشم استراحت‌گاهی برای کاروان‌ها بوده و راهبان بودایی را از سرتاسر منطقه جذب می‌نموده است. |
| هَده                     | شرق افغانستان، ولایت ننگرهار، جنوب جلال‌آباد                                  | سدهٔ اول تا سوم پس از میلاد | -                             | -                                          | هنر گنداره، آمیخته‌ای از هنر یونانی و بودایی |

## نگارخانهٔ گنجینه‌ها

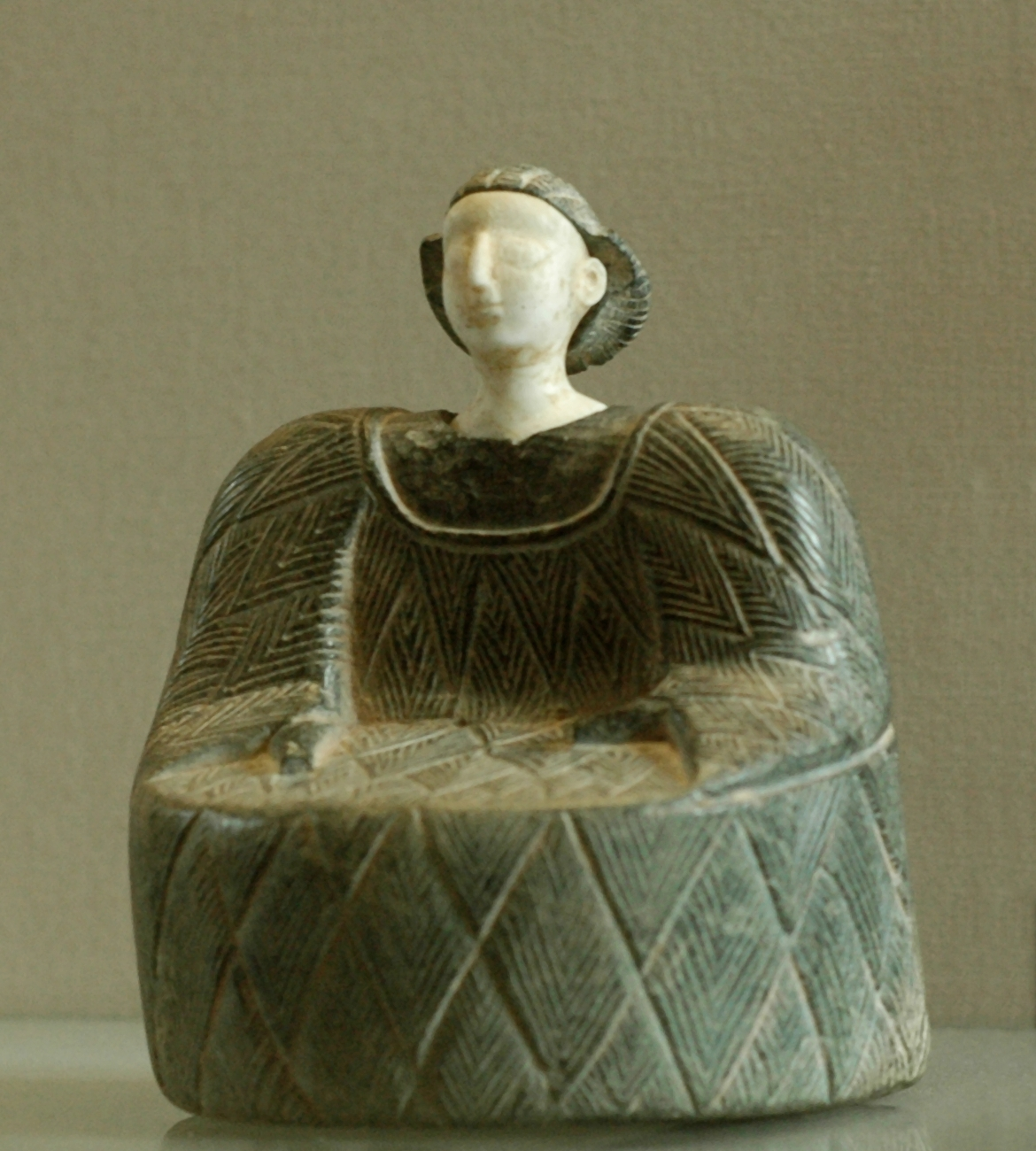
پیکرهٔ زنی مشهور به «شاهدخت باختری» با لباس کاوناکِس (Kaunakes)، بدست‌آمده از مجموعهٔ باستان‌شناسیِ بلخ-مرو (BMAC) یا «تمدن آمودریا»، سرزمین باستانی باختر در شمال افغانستان، هزارهٔ دوم پیش از میلاد، موزیم لوور در پاریس
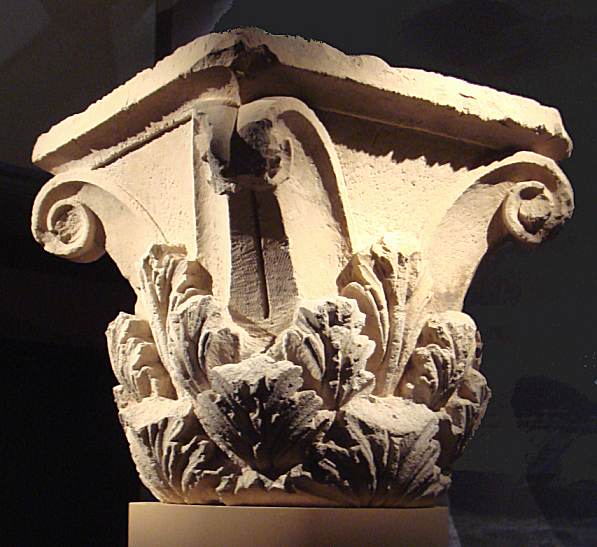
سرستون کریتنی، پایگاه باستان‌شناسی آی‌خانم در ولایت تخار، سدهٔ دوم پیش از میلاد، موزیم ملی افغانستان
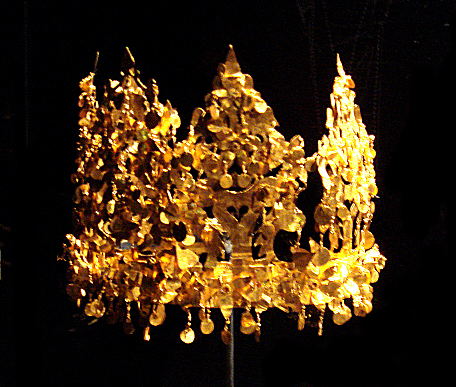
تاج طلایی از گور ششم متعلق به یک زن، پایگاه باستان‌شناسی طلاتپه در ولایت جوزجان، سدهٔ اول پیش از میلاد - سدهٔ اول پس از میلاد، موزیم ملی افغانستان
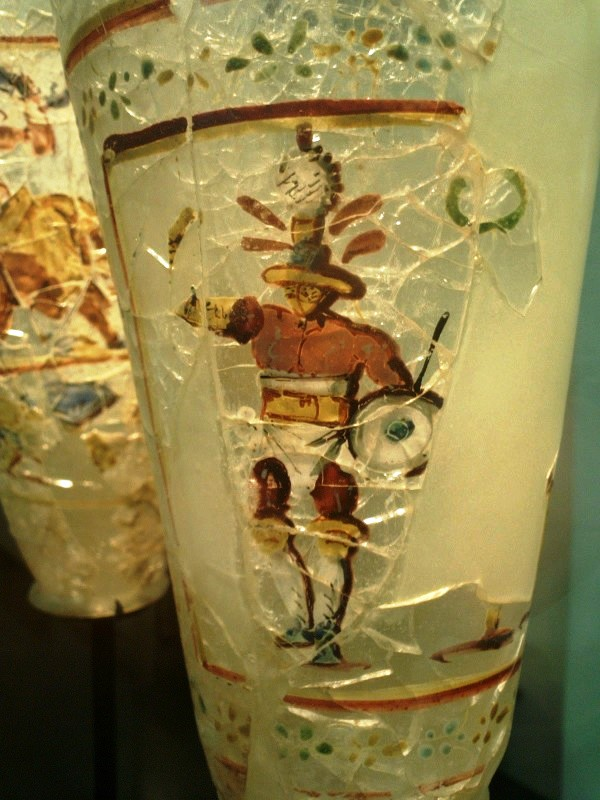
تصویر یونانی-رومی از یک گلادیاتور بر روی ظرف شیشه‌ای، پایگاه باستان‌شناسی بگرام در ولایت پروان، سده دوم پس از میلاد، موزیم ملی افغانستان
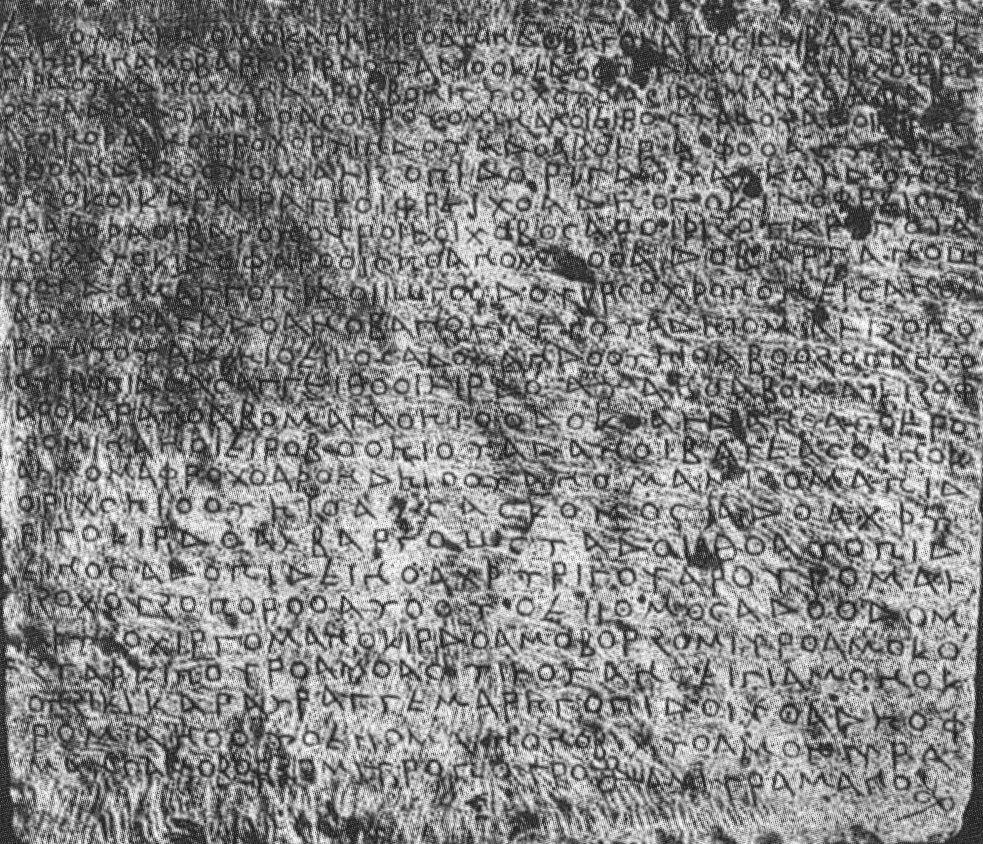
سنگ‌نوشتهٔ رباطک به زبان باختری و خط یونانی، از دوران کانیشکا، امپراتور مقتدر کوشانی، در این سنگ‌نوشته زبان بکاررفته در آن بنام «زبان آریایی» (ariao) یاد شده،[۲۷] پایگاه باستان‌شناسی سُرخ‌کوتَل در ولایت بغلان، سدهٔ دوم پس از میلاد، موزیم ملی افغانستان
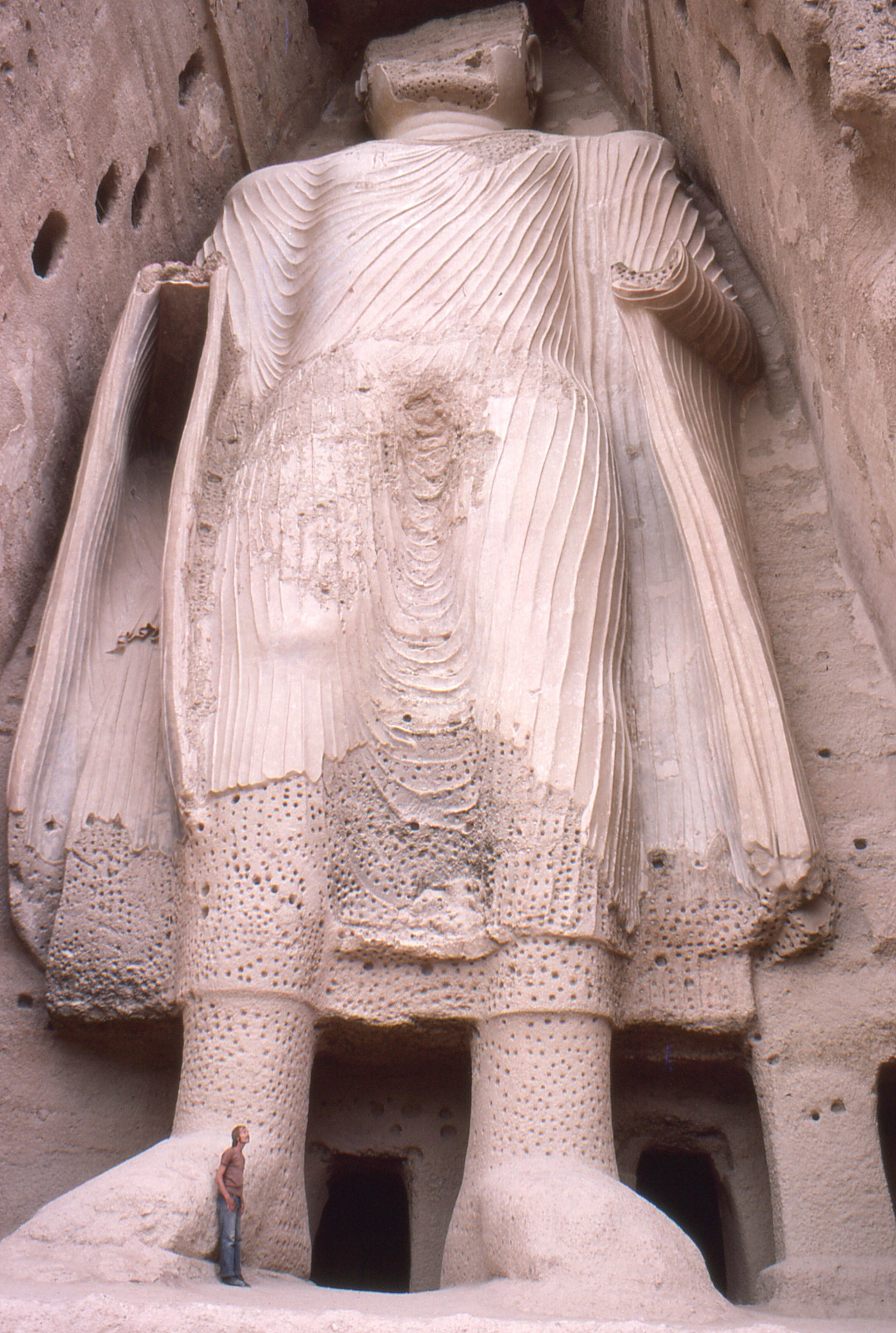
تندیس بودای کوچک (۳۸ متر) در سال ۱۹۷۷ (قبل از آنکه توسط طالبان در سال ۲۰۰۱ تخریب شود)، سدهٔ دوم پس از میلاد، بامیان، مرکز افغانستان
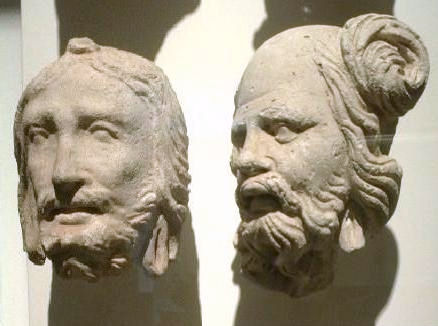
چند چهره‌نگاری (Portrait)، بدست‌آمده از نیانشگاه تپه‌کلان، پایگاه باستان‌شناسی هَده در ولایت ننگرهار، سدهٔ سوم پس از میلاد، موزیم گیمه در پاریس
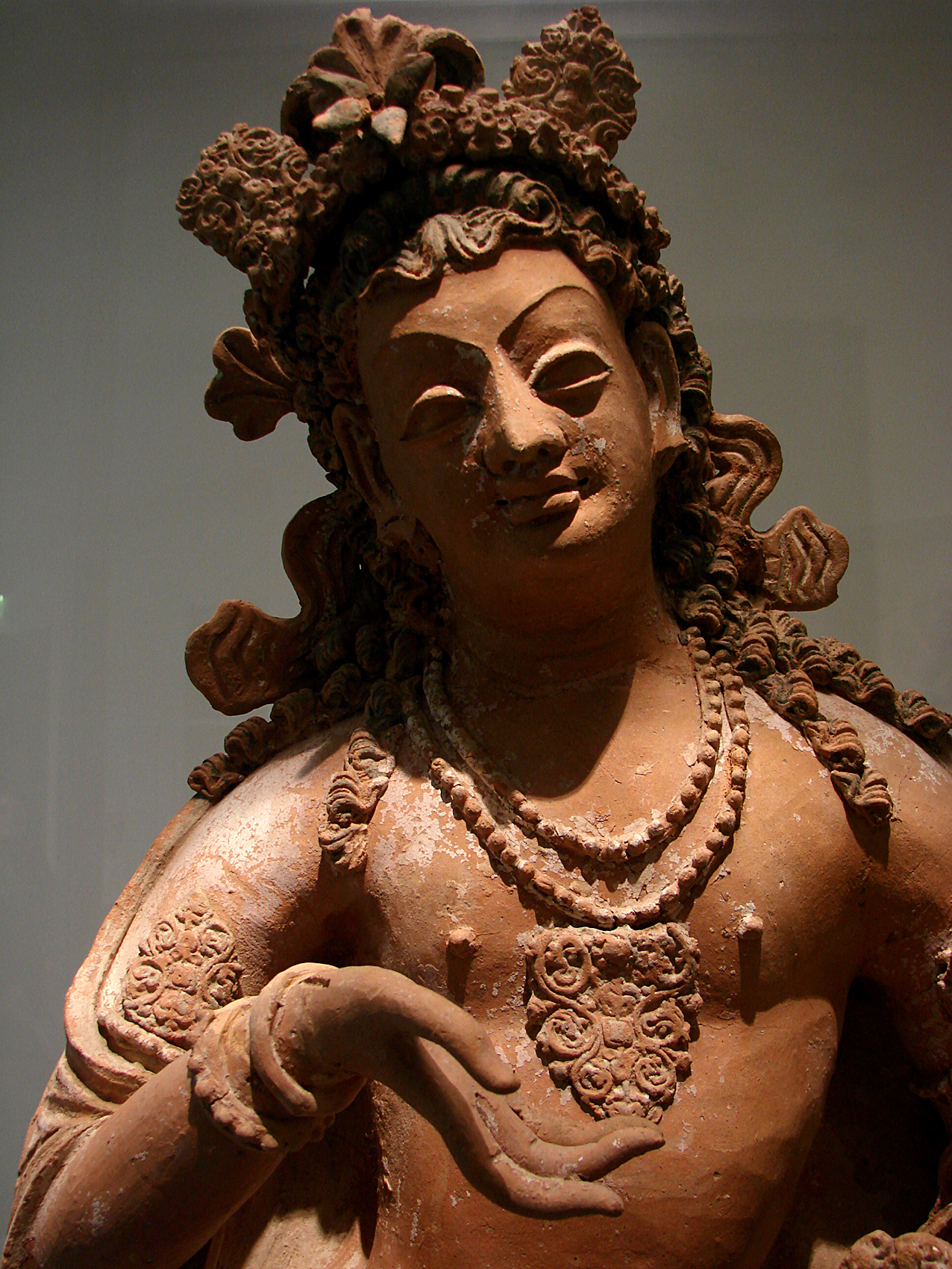
پیکرهٔ بوداسف بدست‌آمده از نیایشگاه فندقستان در ولایت پروان، سدهٔ هفتم پس از میلاد، موزیم گیمه در پاریس